# Liard (rijeka)
Rijeka Liard (hrvatski: Rijeka Topola) je rijeka u sjeverozapadnoj Kanadi, jedna od većih pritoka Rijeke Mackenzie duga 1 115 km.

## Zemljopisne karakteristike
Liard izvire u Gorju Pelly u Yukonu, odatle teče u smjeru jugoistoka kroz Britansku Kolumbiju, zatim skreće prema sjeveroistoku do svog ušća u Rijeku Mackenzie kod grada Fort Simpson u Sjeverozapadnim teritorijima. Gornji tok Liarda prepun je brzaka i kanjona, a u donjem je rijeka plovna za manje brodove od ušća u Fort Simpsonu do naselja Fort Liard, nekih 265 km uzvodno. U srednjem toku, uz korito rijeke ide i aljaska magistrala. 
Rijeka je dobila ime po brojnim topolama (liards) koje rastu duž njenih obala.

## Vanjske poveznice
- Liard River na portalu Encyclopædia Britannica (engl.)